# België op het Eurovisiesongfestival 1990
België nam deel aan het Eurovisiesongfestival 1990 in Zagreb, Joegoslavië. Het was de 35ste deelname van het land op het Eurovisiesongfestival. Philippe Lafontaine werd intern gekozen om het land te vertegenwoordigen. De RTBF was verantwoordelijk voor de Belgische bijdrage voor de editie van 1990.

## Selectieprocedure
De RTBF had geen zin in een nationale preselectie en koos haar kandidaat voor Zagreb dan ook intern. De keuze viel op Philippe Lafontaine, een zanger die op dat moment hoge ogen gooide in Canada en Frankrijk met het nummer Cœur de loup. Het nieuws van de keuze werd bekendgemaakt in het journaal op 8 januari 1990. Macédomienne was het nummer waarmee hij België zou vertegenwoordigen in Joegoslavië, een verwijzing naar zijn vrouw, die van Joegoslavische afkomst was, en naar het gastland van het komende festival.

## In Zagreb
België trad op als 3de deelnemer van de avond, na Griekenland en voor Turkije. Aan het einde van de avond stond België op de twaalfde plaats met 46 punten.
Nederland had 6 punten over voor de inzending.

### Gekregen punten

#### Finale
| 12 punten | 10 punten                              | 8 punten                | 7 punten             | 6 punten              |
| --------- | -------------------------------------- | ----------------------- | -------------------- | --------------------- |
|           |                                        | - Duitsland - Frankrijk | - Nederland - Zweden |                       |
| 5 punten  | 4 punten                               | 3 punten                | 2 punten             | 1 punt                |
|           | - Luxemburg - Oostenrijk - Zwitserland |                         | - Portugal           | - Ierland - Noorwegen |

### Punten gegeven door België

#### Finale
Punten gegeven in de finale:
| 12 punten | Verenigd Koninkrijk |
| 10 punten | IJsland             |
| 8 punten  | Italië              |
| 7 punten  | Ierland             |
| 6 punten  | Duitsland           |
| 5 punten  | Cyprus              |
| 4 punten  | Frankrijk           |
| 3 punten  | Denemarken          |
| 2 punten  | Oostenrijk          |
| 1 punt    | Spanje              |

## Referentie
1. ↑  http://www.eurovision.tv/page/history/by-year/contest?event=306